# 咳嗽
咳嗽（がいそう、英語: cough）とは、医療分野における症状の一種であり、肺や気道から空気を強制的に排出させるための生体防御運動であり、通常繰り返して起こる気管・喉頭・呼吸筋の反射的な収縮運動である。一般的には咳（せき）という。

## 分類と原因
日本呼吸器学会咳嗽ガイドライン 第2版の定義では、
1. 咳嗽とは，気道内に貯留した分泌物や異物を気道外に排除するための生態防御反応である。
2. 気道壁表層の咳受容体の刺激が迷走神経を介して延髄咳中枢に伝達され咳嗽が発生する。
3. 気道壁表層の咳受容体の感受性亢進を介する経路と，気道平滑筋収縮による平滑筋内の知覚神経の刺激を介する経路の 2 つがある。

更に分類すると
1. 咳嗽反応亢進
  - 乾性咳嗽を呈する呼吸器疾患、アンジオテンシン変換酵素阻害薬（ACE阻害薬）の副作用

（気管支壁表層の咳受容体感受性の亢進による咳嗽と、気管支壁深層にある気管支平滑筋の収縮による咳嗽を含む）
2. 適正な咳嗽反応
  - 湿性咳嗽を呈する呼吸器疾患、刺激物の吸入、心因性咳嗽、咳払い
3. 咳嗽反応低下
  - 脳血管障害（不顕性誤嚥）、ADL 低下、睡眠、ビタミンB12欠乏、葉酸欠乏、麻酔薬、昏睡、意識障害

痰を伴わない乾いたせきのことを乾性咳嗽（かんせいがいそう）といい、一般的には空咳（からせき）ともいう。痰や喀血を伴う湿ったものを湿性咳嗽（しっせいがいそう）と呼ぶ。乾性咳嗽は、間質性肺炎、異型肺炎、胸膜炎、過敏性肺炎など典型的な肺炎とは異なった肺炎を示唆する。また、湿性咳嗽は気道の炎症性病変や肺水腫を示唆する。

### 消費カロリー
岡野弘は1992年4月に『リハビリテーション医学』第29巻4号で発表した論文「呼吸器疾患の治療」のなかで、「呼吸筋の収縮により消費するエネルギーは、1回の咳嗽で2calを要し、1分間に1回の咳嗽が10時間持続すると1,200calを消費する」というWilliams と Wilkinsによる1979年の研究を紹介した。

## 診断
急性咳嗽感染性疾患と急性上気道炎（上気道感染症、つまり風邪）が多い。
慢性咳嗽過敏性肺炎、慢性閉塞性肺疾患、咳喘息・喘息、アトピー咳嗽、副鼻腔気管支症候群。また、肺癌・結核・肺塞栓症の初発症状である場合もある。
日本呼吸器学会の咳嗽ガイドラインによれば、1-2週間以上持続する咳嗽患者に対しては胸部X線検査を推奨している（推奨グレードA）。
欧米に於いて慢性化した咳嗽の原因として多いものは、上気道咳嗽症候群（後鼻漏症候群）、気管支喘息（咳喘息）、逆流性食道炎であるとされているが日本では多くない。

## 検査
胸部X線撮影、血液検査、喀痰検査、生理学的検査

## 治療
日本呼吸器学会ガイドラインによれば、乾性咳嗽に対する非特異的治療薬は中枢性鎮咳薬および気管支拡張薬（推奨グレードB）であり、また湿性咳嗽に対する非特異的治療薬は、去痰薬・小青竜湯・吸入抗コリン薬（推奨グレートB）などであった。
ハーバード大学医学部の専門家によると、多くの市販咳止め薬は有効性の証拠がほとんどなく、おそらく出費に見合う価値がない。一般的な風邪による咳には、抗ヒスタミン薬と充血除去薬を含む咳止め薬が適している。

### 蜂蜜
上気道感染症（風邪など）の症状である喉の痛みや咳が出る場合は、蜂蜜がその症状を軽減する可能性があると2020年11月にハーバード大学医学院で公開された。科学者は蜂蜜には抗菌特性があり、大人では上気道感染症（風邪など）の症状に対処するための無害な方法であると結論付けた。但し、1歳未満の乳児には乳児ボツリヌス症を発症する可能性があるので与えてはいけない。

### 中枢性鎮咳薬
鎮咳薬は基本的に咳中枢に作用するが、必要な咳嗽をも止めるリスクがある。
日本呼吸器学会ガイドラインでは、明らかな上気道炎などにとどめ、中枢性鎮咳薬の使用はできる限り控えると勧告されている（グレードD）。
- リン酸コデイン・リン酸ジヒドロコデイン [6] - 麻薬性中枢性鎮咳薬であるので、副作用に注意する必要がある。
- デキストロメトルファン臭化水素酸塩 [6] - 非麻薬性中枢性鎮咳神経刺激薬である（メジコン：ヒスタミン遊離作用がありアレルギー増悪に注意）。
- チペピジンヒベンズ酸塩（アスベリン）[6] - リン酸コデインと同等の鎮咳作用を持つ非麻薬性中枢性鎮咳薬であると同時に、去痰作用も有する。
- 車前草エキス（フスタギン）もチペピジンと同様の作用を有する（痰の粘稠度を低下させる去痰作用）。副作用が少ない。

### 気管支拡張薬
以下の気管支拡張薬（アドレナリンβ2受容体刺激）もよく使われる。気管支を広げ呼吸を楽にする。
- 塩酸ツロブテロール（ホクナリン）[6] は、気管支拡張剤で唯一貼付剤（ホクナリンテープ）がある。
- プロカテロール塩酸塩（メプチン）[6] 等。

### 去痰薬
- カルボシステイン（ムコダイン：粘膜修復作用あり）[6]
- アンブロキソール塩酸塩 （ムコソルバン）[6]
- ブロムヘキシン塩酸塩 （ビソルボン：気道粘液溶解剤、粘液分泌促進薬）

### 漢方薬
- 小青竜湯、麦門冬湯[6]

## 診療科
- 呼吸器内科
- 呼吸器外科
- 耳鼻咽喉科（気管食道科）
- 小児科